# Хом-Яндобы
Хом-Яндобы́ (чув. Хумри Ишек) — деревня в Ибресинском районе Чувашской Республики. Входит в состав Хормалинского сельского поселения.

## География
Находится в центральной части Чувашии на расстоянии приблизительно 17 км на восток по прямой от районного центра посёлка Ибреси.

## История
Деревня известна с 1709 года как поселение с 5 дворами и 16 жителями. Основана переселенцами из деревни Яндовова, Сявалпоси тож (ныне Ишлей). В 1795 году здесь 15 дворов и 49 жителей, в 1858 208 жителей, в 1897 году 380 жителей, в 1926 году — 107 дворов, 515 жителей, в 1939 году — 558 человек, в 1979 году — 437. В 2002 году — 98 дворов, в 2010 — 81 домохозяйство. В период коллективизации работали колхозы «Трактор-на-Хоме» и «Чувашский пионер», в 2010 СПК «Патман».

## Население
Постоянное население составляло 279 человек (чуваши 99 %) в 2002 году, 266 в 2010.